# Liste jiddischer Schriftsteller
Liste jiddischsprachiger Dichter und Schriftsteller:

## A
- Lajzer Ajchenrand (1911–1985)
- Israel Aksenfeld (1787–1866)
- Scholem Alejchem, eigentlich Salomon Rabinovic (1859–1916)
- Mordechai Alperson (1860–1947)
- Mosche Altman (1890–1981)
- Salomon An-ski (1863–1920)
- Schalom Asch (1880–1957)
- Jakob Aschkenasi aus Janow (1550–1620)
- Zelik Axelrod (1904–1941)

## B
- Zeylik Barditshever
- Rivka Basman Ben-Hayim (1925–2023)
- Oleksandr Bejderman (geb. 1949)
- Aleksander Belousov (geb. 1948)
- Israil Bercovici (1921–1988)
- Micha Josef Berdyczewski (1865–1921)
- David Bergelson (1884–1952)
- Lev Berinski (geb. 1939)
- Jitzchak Berliner (1898–1957)
- Chaim Nachman Bialik (1873–1934)
- Jossel Birstein (1920–2003)
- Jekutiel Blitz (eigentlich Jekuthiel ben Isaac Blitz) (geb. um 1634–1684)
- Menachem Boreisho (1888–1949)
- Joseph Bovshover (1873–1915)
- Rokhl Boymvol (1914–2000)
- Mani Leib Brahinski → Mani Leib
- Ruben Brainin (1862–1939)
- Berl Broder (1815–1868)
- Moische Broderson (1890–1956)
- Josef Burg (1912–2009)

## C
- Abraham Cahan (1860–1951)

## D
- Salamon Dembitzer (1888–1964)
- Yehiel De-Nur → Yehiel Feiner
- Der Nister → Pinchas Kahanowitsch
- Eisik Meir Dick (1807–1893)
- Jakob Dinesohn (1836–1919)
- Shike Driz (1908–1971)
- Celia Dropkin / Tsila Dropkin (1887–1956)
- Ossip Dymow (1878–1959)

## E
- David Edelstadt (1866–1892)
- Wolf Ehrenkranz → Welwel Zbarzer
- David Einhorn (1886–1973)
- Reuben Eisland (1884–1955)
- Israel Isidor Eljaschoff (1873–1924)
- Zeier Ephraim
- Josef Erlich (1908–1983)
- Salomon Ettinger (1803–1856)

## F
- Itzik Feffer (1900–1952)
- Michael Felsenbaum (geb. 1951)
- Yehiel Feiner (1909–2001)
- Isaak Borissowitsch Feinerman (Teneromo) (1863–1925)
- Rokhl Feygenberg (1885–1972)
- Rukhl Fishman (1935–1984)
- Simon Frug (1859–1916)
- Abraham Mosche Fuchs (1890–1974)

## G
- Mordechaj Gebirtig (1877–1942)
- Arn Glantz-Leieles (1889–1966)
- Jacob Glatstein (1896–1971)
- Hirsch Glik (1922–1944)
- Glückel von Hameln → Glikl bas Judah Leib (1645–1724)
- Abraham Goldfaden (1840–1908)
- Jakob Gordin (1853–1909)
- Joseph Gottfarstein (1903–1980)
- Hersch Leib Gottlieb (1829–1930)
- Abraham Bär Gottlober (1810–1899)
- Chaim Grade (1910–1982)
- Uri Zvi Greenberg  (1896–1981)
- Isabella Grinewskaja (1864–1944)
- Motl Grubian (1897–1960)

## H
- Shmuel Halkin (1899–1960)
- Leivick Halpern (1888–1962)
- Moyshe-Leyb Halpern (1886–1932)
- Alexander Harkavy (1863–1939)
- Malka Heifetz-Tussman (1893–1987)
- Binem Heller (1908–1998)
- Elchanan Heln (nach 1600)
- Perez Hirschbein (1880–1948)
- Samuel Hirszhorn (1876–1942)
- David Hofstein (1889–1952)
- Moses Horowitz, (1844–1910)

## I
- David Ignatoff (1885–1954)
- Isaak ben Eliakum (fl. 17. Jh.)
- Ida Maze (1893–1962)

## J
- Meir Jelin (1910–2000)

## K
- Shmaryahu (Shmerke) Kacherginsky (1908–1954)
- Alter Kacyzne (1885–1941)
- Pinchas Kahanowitsch (1884–1950)
- Isaak Kaminer (1834–1901)
- Awrom Karpinowitsch
- Dovid Katz (geb. 1956)
- Leo Katz (1892–1954)
- Menke Katz (1906–1991)
- Jizchak Katzenelson (1886–1944)
- Emmanuil Kasakewitsch (1913–1962)
- Yoysef Kerler (1918–2000)
- Levin Kipnis (1894–1990)
- Leon Kobrin (1873–1946)
- Zvi Kolitz (1912–2002)
- Rachel Korn (1898–1982)
- Rachel Aronowna Kownator (1899–1977)
- Moische Kulbak (1896–1937)
- Aaron Kuschnirow (1891–1948)
- Leib Kwitko (1890–1952)

## L
- Zishe Landau (1889–1937)
- Joseph Lateiner (1853–1935)
- Malke Lee (1904–1964)
- Menachem Mendel Lefin (1749–1826)
- Mani Leib (1883–1953)
- H. Leivick (Pseudonym von Leivick Halpern) (1888–1962)
- Moyshe Lemster (geb. 1946)
- Jechiel Lerer (1900–1943)
- Jakob Lestschinsky (1876–1966)
- Elijah Levita (1469–1549)
- Samuel Lewin (1890–1959)
- Moshe Lifshits (1894–1940)

## M
- Itzig Manger (1901–1969)
- Mendel Mann (1916–1975)
- Anna Margolin (1887–1952)
- Berl Margulies → Berl Broder
- Bernard Mark (1908–1966)
- Perez Markisch (1895–1952)
- Ida Maza (1893–1962)
- Kadya Molodowsky (1894–1975)

## N
- Lejb Najdus (1890–1918)
- Samuel Niger (1883–1955)
- Nister → Pinchas Kahanowitsch
- Hirsch David Nomberg (1876–1927)

## O
- Immanuel Olsvanger (1888–1961)
- Josef Opatoschu (1887–1954)
- Hirsch Oscherowitsch (1908–1994)
- Rokhl Oyerbakh (1903–1976)

## P
- Jizchok Leib Perez (1852–1915)
- David Pinski (1872–1959)
- Gabriel Preil (1911–1993)
- Arnold Posy (1893–1986)

## R
- Isaak Raboy (1882–1944)
- Simon Rawidowicz (1897–1957)
- Rebekka bat Meir Tiktiner (fl. 16. Jh.)
- Abraham Reisen (1876–1953)
- Kalman Reisen (1848–1921)
- Salman Reisen (1887–1941)
- Sara Reisen (1885–1974)
- Aharon Reuveni (1886–1971)
- Herts Rivkin (1908–1951)
- Abraham Aron Roback (1890–1965)
- Rudolf Rocker (1873–1958, Nichtjude)
- David Rokeah (1916–1985)
- Mascha Rolnikaitė (1927–2016)
- Bella Rosenfeld (1889–1944)
- Morris Rosenfeld (1862–1923)
- Gilles Rozier (geb. 1963)

## S
- Motl Saktsier (1907–1987)
- Beyle Schaechter-Gottesman (1920–2013)
- Gitl Schaechter-Viswanath (geb. 1958)
- Nachum Schaikewitsch (1850–1905)
- Juspa Schammes (1604–1678)
- Chaim Schitlowsky (1865–1943)
- Scholom Schwartzbard (1886–1938)
- Schomer → Nachum Schaikewitsch
- Rafael Seligmann (1875–1943)
- Philip Sendak (1894–1970)
- Mendele Moicher Sforim (1836–1917)
- Yechiel Shraibman (1913–2005)
- Abraham Shulman (1913–1999)
- Yankev Shternberg (1890–1973)
- Esther Shumiatcher Hirschbein (1899–1985)
- Isaac Bashevis Singer (1904–1991)
- Israel Joshua Singer (1893–1944)
- Schlome Singer (um 1600)
- Hirsch Smolar (1905–1993)
- Mordechai Spektor (1858–1925)
- Alexander Spiegelblatt (1927–2013)
- Elieser Steinbarg (1880–1932)
- Abraham Nochem Stenzel (1897–1983)
- Nahum Stutchkoff (1893–1965)
- Abraham Sutzkever (1913–2010)

## T
- Jakob Teplitz (um 1600)
- Velvl Tschernin (geb. 1958)
- Josef Tunkel (Der Tunkeler) (1881–1949)

## V
- Rashel Veprinski (1896–1981)
- Arn Vergelis (1918–1999)
- Debora Vogel (1900–1942)

## W
- Mark Warschawskyj (1848–1907)
- Lyuba Wasserman (auch: Lyuba Vaserman)
- Michał Weichert (1890–1967)
- Michael Wex (geb. 1954)
- Meir Wiener (1893–1941)
- Morris Wintschewski (1856–1932)
- Kubi Wohl (1911–1935)
- Jakob Wygodski (1856–1941)

## Y
- Azriel Yanover (1875–1938)
- Yehoash (1872–1927)
- Yudica (1898–1979)

## Z
- Welwel Zbarzer (Wolf Ehrenkranz) (1826–1883)
- Alexander Zederbaum (1816–1893)
- Aaron Zeitlin (1898–1973)
- Hillel Zeitlin (1872–1942)
- Samuel Löb Zitron (1862–1930)
- Eliakum Zunser (1835–1913)
- Rajzel Zychlinski (1910–2001)
- Zalmen Zylbercweig (1894–1972)